# Monkey web server
Monkey web server est un serveur HTTP en logiciel libre conçu pour fonctionner uniquement avec le noyau Linux, et tentant d'utiliser de façon optimale ses possibilités plutôt que d'être portable. Il en résulte un gain de performance par rapport à d'autres serveurs hautes performances comme nginx.